# Поречье (Углегорский муниципальный район)
Поре́чье — село в Углегорском муниципальном районе Сахалинской области России. Входит в состав Углегорского городского поселения.

## География
Село находится на западном побережье острова Сахалин, на берегу реки Покосная, впадающей в Татарский проливна расстоянии 21 км от города Углегорск, административного центра района.

## История
Село расположено в окрестностях айнского первопоселения под названием Уссуро.
В 1905—1945 годах принадлежало японскому губернаторству Карафуто и называлось Накахороти (яп. 中幌千). После передачи Южного Сахалина СССР село 15 октября 1947 года получило современное название — по своему положению на побережье реки.

## Население
| 2002 | 2010 | 2013 | 2021 |
| ---- | ---- | ---- | ---- |
| 568  | ↘367 | ↘290 | ↘261 |

### Половой состав
Согласно результатам переписи 2002 года, в селе проживало 568 человек (287 мужчин и 281 женщина).

### Национальный состав
Согласно результатам переписи 2002 года, в национальной структуре населения русские составляли 79 % из 568 чел.

## Улицы
| - ул. Заречная, - ул. Зелёная, - ул. Клубная, | - ул. Нагорная, - ул. Новая, - ул. Центральная, | - ул. Чёремушки, - ул. Школьная, - ул. Юбилейная. |